# Dong Fang Hong-3 1
O Dong Fang Hong-3 1 (DFH-3 1) foi um satélite de comunicação geoestacionário chinês construído pela China Academy of Space Technology (CAST). O satélite foi baseado na plataforma DFH-3 Bus e sua expectativa de vida útil era de 8 anos.

## Lançamento
O satélite foi lançado ao espaço no dia 29 de novembro de 1994, por meio de um veiculo Longa Marcha 3A a partir do Centro Espacial de Xichang, na China. Ele tinha uma massa de lançamento de 2200 kg.

## Capacidade
O Dong Fang Hong-3 1 era equipado com 24 transponders em banda C.